# Fūjin (divinité)
Pour les articles homonymes, voir Fujin (homonymie).
Fūjin (風神, litt. « dieu du vent ») est le dieu du vent de la mythologie japonaise.

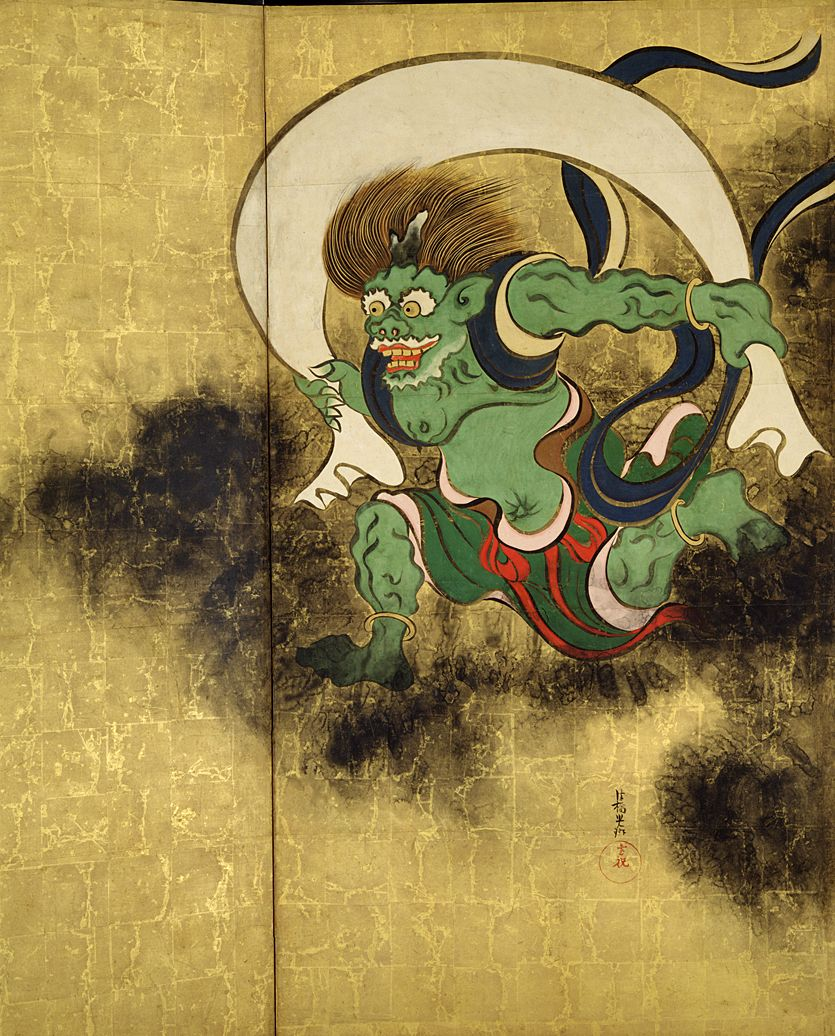
Fūjin par Tawaraya Sōtatsu.

Il est souvent décrit comme un démon à forme humaine aux cheveux rouges avec une peau de léopard et portant sur ses épaules un sac rempli de vent.
Il est généralement associé à son frère jumeau, Raijin, dieu du tonnerre et de la foudre.

## Autres noms
Fūjin est aussi connu sous les noms de Kaze no kami et Fūhaku.

## Mythe
Selon le Kojiki, recueil de mythes concernant l’origine des îles formant le Japon
et des dieux du shintō, Fūjin serait issu, sous le nom de Shinatsuhiko, d'Izanami, déesse de la création et de la mort.

## Dans la culture
- Fujin entre dans la culture occidentale avec le jeu de combat Mortal Kombat dans lequel il y a un personnage homonyme.
- Dans Final Fantasy 8, Raijin et Fujin sont les deux comparses du maléfique Seifer.
- Dans les jeux Fire Emblem Conquête, Héritage et Révélation. Le prince Takumi possède un arc nommé Yumi Fujin, son frère Ryoma manie l'épée nommée Rajinto.
- Dans la BD Les Mythics, Fujin est l'incarnation du mal dans le premier tome.
- Dans le jeu Monster Hunter Rise , le Dragon Ancien nommé Ibushi du Vent est basé sur Fujin (son armure est une représentation de Fujin)
- Dans le manga One Piece, un ninja membre de l'unité O-Niwaban du pays de Wa s'appelle Fujin.
- Dans le jeu vidéo Pokémon, Boréas est inspiré de Fūjin. Il s'agit d'un Pokémon de type vol.
- Dans le jeu vidéo Spectrobes et sa suite Spectrobes : Les portes de la galaxie, le spectrobe Windora est inspiré de Fujin. Il forme, par ailleurs, un duo avec le Spectobe Thundora, inspiré de Raïjin.